# Michael Potts
Michael Potts (Brooklyn (New York), 21 september 1962), is een Amerikaans acteur. Naast het acteren voor televisie is Potts ook actief in het theater.

## Filmografie

### Films
Uitgezonderd korte films.
- 2024 The Piano Lesson - als winnende man
- 2023 Rustin - als Cleve Robinson
- 2022 Rounding - als dr. Emil Harrison
- 2022 Night Music - als pastoor Dobie
- 2022 Measure of Revenge - als rechercheur Eaton
- 2020 Welcome Home - als dr. Philips
- 2020 Ma Rainey's Black Bottom - als Slow Drag
- 2020 Cicada - als Francis
- 2018 Change in the Air - als professor Hoffman
- 2018 Blue Night - als Ray
- 2016 Let Me Make You a Martyr - als Charon
- 2016 37 - als Archibald Smith
- 2013 Mom – als Andy
- 2008 Jocasta – als Oedipus
- 2006 Diggers – als koper
- 1997 The Peacemaker – als technicus DOE Haz-mat
- 1995 Hackers – als chauffeur sleepwagen

### Televisieseries
Uitgezonderd eenmalige gastrollen.
- 2022-2023 East New York - als Goody Gaines - 4 afl.
- 2022 The First Lady - als Fraser Robinson - 6 afl.
- 2021 Prodigal Son - als dr. Brandon Marsh - 2 afl.
- 2016 Madam Secretary - als senator Fred Reynolds - 3 afl.
- 2015-2016 Person of Interest - als Travers - 2 afl.
- 2012-2016 Law & Order: Special Victims Unit – als brigadier Cole Draper – 6 afl.
- 2015 Gotham - als Sid Bunderslaw - 3 afl.
- 2015 Show Me a Hero - als Walter Henderson - 5 afl.
- 2014 True Detective – als rechercheur Maynard Gilbrough – 8 afl.
- 2010 Damages – als Horatio Emanuel – 3 afl.
- 2003-2004 The Wire – als broeder Mouzone – 7 afl.

## Broadwaywerk
- 2022-2023 The Piano Lesson - als winnende man - toneelstuk
- 2018-2019 The Prom - als mr. Hawkins - musical
- 2018 The Iceman Cometh - als Joe Mott - toneelstuk
- 2017 1984 - als Charrington - toneelstuk
- 2017 Jitney - als Turnbo - toneelstuk
- 2011 - 2013 The Book of Mormon - als Mafala Hatimbi (understudy) - musical
- 2006-2007 Grey Gardens - als Brooks sr. / Brooks jr. - musical
- 2005 Lennon - als ?? - musical